# Barri Centre
|  | Per a altres significats, vegeu «centre». |

El Barri Centre és el barri principal de Cornellà de Llobregat i on es troba el nucli antic i gran part de les institucions de la ciutat.

## Història
Fins al segle xix, Cornellà constava de tres nuclis de població que se situaven dins de l'actual barri Centre: el Lloc (entorn de la plaça de l'Església), l'Hostal (entorn de la plaça Lluís Companys) i el Castell. El 1865 es va prolongar el Carrer Major (actual Rubió i Ors) des del Camí Vell de Sant Boi fins als Quatre Camins i es van parcel·lar dotze solars del carrer Ametller. A les acaballes del segle apareixeria un quart nucli, la Fasina (entorn de la plaça dels Quatre Camins) i els primers nuclis fora del nucli antic.
Durant el primer terç del segle XX es van consolidar els actuals límits del barri: entre 1916 i 1927 es va obrir la Rambla i el 1925 es van urbanitzar un centenar de solars entre el Carrer Major i el terraplè de defensa (actual Avinguda del Baix Llobregat), zona que es coneixeria com a barriada Rellisquín i que rebria la immigració d'aquells anys.

## Equipaments i edificis
- L'estació Cornellà Centre, un intercanviador on enllacen la línia 5 de Metro, la T1 i la T2 del Tram i les línies R1 i R4 de Rodalies Renfe.
- Diverses línies d'autobús: 57, 67, 68, 94, 95, L52, L77, L82, L85, N13 i N14.
- El centre comercial Llobregat Centre, conegut popularment com a Eroski, ja que a dins hi havia un hipermercat d'aquesta cadena.
- La Biblioteca Marta Mata
- L'IES Francesc Macià
- L'Ajuntament
- L'Església de Santa Maria
- El Castell de Cornellà
- Vidrieria de Cornellà Societat Obrera Cooperativa, fins al 1997[4]